# Liouvillesche Zahl
Als Liouvillesche Zahl, benannt nach Joseph Liouville, bezeichnet man in der Zahlentheorie eine reelle Zahl {\displaystyle x,} die ein Irrationalitätsmaß von {\displaystyle \infty } besitzt, also die Bedingung erfüllt, dass für jedes natürliche {\displaystyle n} ganze Zahlen {\displaystyle p} und {\displaystyle q} mit {\displaystyle q>1} existieren, sodass gilt:
{\displaystyle 0<\left|x-{\frac {p}{q}}\right|<{\frac {1}{q^{n}}}}

## Irrationalität und Transzendenz
Alle Liouvilleschen Zahlen sind irrational: Für jede rationale Zahl {\displaystyle x={\tfrac {c}{d}}} mit ganzzahligem Zähler {\displaystyle c} und ganzzahligem Nenner {\displaystyle d>0} gibt es eine ganze Zahl {\displaystyle n>0} mit {\displaystyle 2^{n-1}>d} (vgl. Archimedisches Axiom). Wenn nun {\displaystyle p} und {\displaystyle q} ganze Zahlen mit {\displaystyle q>1} und {\displaystyle {\tfrac {p}{q}}\neq {\tfrac {c}{d}}} sind, dann gilt:
{\displaystyle \left|x-{\frac {p}{q}}\right|=\left|{\frac {c}{d}}-{\frac {p}{q}}\right|=\left|{\frac {c\,q-p\,d}{d\,q}}\right|\geq {\frac {1}{d\,q}}>{\frac {1}{2^{n-1}q}}\geq {\frac {1}{q^{n}}}}
1844 zeigte Liouville, dass Zahlen mit dieser Eigenschaft nicht nur irrational sind, sondern auch transzendent. Dies war der erste Beweis der Transzendenz einer Zahl, der Liouvilleschen Konstante:
{\displaystyle c=\sum _{j=1}^{\infty }{\frac {1}{10^{j!}}}={\frac {1}{10^{1}}}+{\frac {1}{10^{2}}}+{\frac {1}{10^{6}}}+{\frac {1}{10^{24}}}+\dotsb =0{,}11000{\text{ }}10000{\text{ }}00000{\text{ }}00000{\text{ }}00010{\text{ }}\ldots {\text{ }}} (Folge A012245 in OEIS)
Alle Liouvilleschen Zahlen sind transzendent, aber nicht alle transzendenten Zahlen sind Liouvillesch. So sind beispielsweise die Eulersche Zahl e und die Kreiszahl π transzendent, aber nicht Liouvillesch.